# Sant Ipolit (Cantal)
Sanch Ipòlit és un municipi francès situat al departament de Cantal i a la regió d'Alvèrnia-Roine-Alps. L'any 2007 tenia 114 habitants.

## Demografia

### Població
El 2007 la població de fet de Sanch Ipòlit era de 114 persones. Hi havia 48 famílies de les quals 12 eren unipersonals (12 homes vivint sols), 16 parelles sense fills, 16 parelles amb fills i 4 famílies monoparentals amb fills.
La població ha evolucionat segons el següent gràfic:
Habitants censats

### Habitatges
El 2007 hi havia 116 habitatges, 46 eren l'habitatge principal de la família, 58 eren segones residències i 11 estaven desocupats. 115 eren cases i 1 era un apartament. Dels 46 habitatges principals, 36 estaven ocupats pels seus propietaris i 10 estaven llogats i ocupats pels llogaters; 2 tenien dues cambres, 7 en tenien tres, 17 en tenien quatre i 21 en tenien cinc o més. 31 habitatges disposaven pel capbaix d'una plaça de pàrquing. A 25 habitatges hi havia un automòbil i a 14 n'hi havia dos o més.

### Piràmide de població
La piràmide de població per edats i sexe el 2009 era:
| Homes | Edats   | Dones |
| ----- | ------- | ----- |
| 0     | 95 o +  | 0     |
| 0     | 90 a 94 | 0     |
| 0     | 85 a 89 | 2     |
| 2     | 80 a 84 | 2     |
| 3     | 75 a 79 | 3     |
| 7     | 70 a 74 | 6     |
| 4     | 65 a 69 | 6     |
| 6     | 60 a 64 | 3     |
| 3     | 55 a 59 | 7     |
| 5     | 50 a 54 | 2     |
| 5     | 45 a 49 | 4     |
| 6     | 40 a 44 | 4     |
| 1     | 35 a 39 | 4     |
| 3     | 30 a 34 | 1     |
| 5     | 25 a 29 | 5     |
| 1     | 20 a 24 | 2     |
| 4     | 15 a 19 | 5     |
| 2     | 10 a 14 | 4     |
| 2     | 5 a 9   | 3     |
| 1     | 0 a 4   | 1     |

## Economia
El 2007 la població en edat de treballar era de 69 persones, 48 eren actives i 21 eren inactives. De les 48 persones actives 46 estaven ocupades (27 homes i 19 dones) i 3 estaven aturades (2 homes i 1 dona). De les 21 persones inactives 11 estaven jubilades, 4 estaven estudiant i 6 estaven classificades com a «altres inactius».
Activitats econòmiques
Dels 3 establiments que hi havia el 2007, 1 era d'una empresa de construcció, 1 d'una empresa d'hostatgeria i restauració i 1 d'una empresa de serveis.
Dels 2 establiments de servei als particulars que hi havia el 2009, 1 era una lampisteria i 1 restaurant.
L'any 2000 a Saint-Hippolyte hi havia 23 explotacions agrícoles que ocupaven un total de 1.275 hectàrees.

## Poblacions més properes
El següent diagrama mostra les poblacions més properes.